# Marie-France Mill
Marie-France Mill es una deportista belga que compitió en judo. Ganó ocho medallas en el Campeonato Europeo de Judo entre los años 1975 y 1981.

## Palmarés internacional
| Campeonato Europeo | Campeonato Europeo      | Campeonato Europeo | Campeonato Europeo |
| Año                | Lugar                   | Medalla            | Categoría          |
| ------------------ | ----------------------- | ------------------ | ------------------ |
| 1975               | Múnich (RFA)            | Medalla de plata   | –61 kg             |
| 1976               | Viena (Austria)         | Medalla de bronce  | –61 kg             |
| 1977               | Arlon (Bélgica)         | Medalla de plata   | –66 kg             |
| 1978               | Colonia (RFA)           | Medalla de bronce  | –66 kg             |
| 1978               | Colonia (RFA)           | Medalla de bronce  | Abierta            |
| 1979               | Kerkrade (Países Bajos) | Medalla de oro     | –66 kg             |
| 1980               | Údine (Italia)          | Medalla de bronce  | –66 kg             |
| 1981               | Madrid (España)         | Medalla de oro     | –66 kg             |